# Gries (Gemeinde Oberndorf)
Gries (früher auch Gries bei Oberndorf) ist ein Dorf und eine Katastralgemeinde der Gemeinde Oberndorf an der Melk im Bezirk Scheibbs in Niederösterreich.

## Geografie
Das Dorf, westlich von Oberndorf unmittelbar daran angebaut, liegt in der Ebene zwischen der Melk und dem Schweinzbach. Im Ort zweigt von der Manker Straße die Landesstraße L5314 ab.

## Siedlungsentwicklung
Zum Jahreswechsel 1979/1980 befanden sich in der Katastralgemeinde Gries insgesamt 214 Bauflächen mit 63.212 m² und 111 Gärten auf 145.148 m², 1989/1990 gab es 226 Bauflächen. 1999/2000 war die Zahl der Bauflächen auf 566 angewachsen und 2009/2010 bestanden 371 Gebäude auf 657 Bauflächen.

## Geschichte
Laut Adressbuch von Österreich waren im Jahr 1938 in Gries ein Tierarzt, ein Fahrradhändler, ein Fleischer, drei Gastwirte, zwei Gemischtwarenhändler, ein Glaser, zwei Landesproduktehändler, zwei Maschinenschlosser eine Modistin, ein Elektrogerätehändler, ein Sägewerk, ein Sattler, ein Schneider und zwei Schneiderinnen, drei Schuster, ein Spediteur, ein Steckviehhändler, ein Tapezierer, zwei Tischler und ein Wagner ansässig.

## Bodennutzung
Die Katastralgemeinde ist landwirtschaftlich geprägt. 681 Hektar wurden zum Jahreswechsel 1979/1980 landwirtschaftlich genutzt und 50 Hektar waren forstwirtschaftlich geführte Waldflächen. 1999/2000 wurde auf 664 Hektar Landwirtschaft betrieben und 57 Hektar waren als forstwirtschaftlich genutzte Flächen ausgewiesen. Ende 2018 waren 637 Hektar als landwirtschaftliche Flächen genutzt und Forstwirtschaft wurde auf 61 Hektar betrieben. Die durchschnittliche Bodenklimazahl von Gries beträgt 44,5 (Stand 2010).